# Календар на православните църковни празници/Септември

## Септември
Посочени са неподвижните празници от православния календар, които всяка година се случват в един и същи ден.
- 1 септември – * Начало на Църковната нова година. Св. преподобни Симеон Стълпник. Св. Марта
- 2 септември – Св. мъченик Мамант. Св. преподобни Иоан Постник, патриарх Цариградски
- 3 септември – Св. свещеномъченик Антим, епископ Никомидийски. Св. преподобни Теоктист
- 4 септември – Св. свещеномъченик Вавила, епископ Антиохийски. Св. пророк Моисей Боговидец
- 5 септември – Св. пророк Захария и праведна Елисавета
- 6 септември – Св. мъченик Евдоксий. Св. преподобни Архип. (Ден на Съединението на България)
- 7 септември – † Неделя пред Въздвижение (преди Кръстовден). Предпразненство на Рождество Богородично. Св. мъченик Созонт
- 8 септември – † Рождество на Пресвета Богородица
- 9 септември – Св. праведни Иоаким и Анна
- 10 септември – Св. мъченици Минодора, Нимфодора и Митродора
- 11 септември – Св. преподобна Теодора Александрийска
- 12 септември – + Неделя пред Въздвижение. Отдание на Рождество Богородично. Св. свещеномъченик Автоном
- 13 септември – Предпразненство на Въздвижение. Св. свещеномъченик Корнилий Стотник
- 14 септември – †Въздвижение на св. Кръст Господен (Кръстовден) (Строг пост) (Всичко на празника)
- 15 септември – Св. великомъченик Никита
- 16 септември – Св. великомъченица Евфимия Всехвална. Св. Людмила Чешка
- 17 септември – * Св. мъченици София, Вяра, Надежда и Любов
- 18 септември – Св. преподобни Евмений, епископ Гортински Чудотворец
- 19 септември – + Неделя след Въздвижение. Св. мъченици Трофим, Саватий и Доримедонт
- 20 септември – Св. великомъченик Евстатий и дружината му
- 21 септември – Св. апостол Кодрат
- 22 септември – Св. пророк Иона, син на Аматия. Св. свещеномъченик Фока, епископ Синопийски. Св. мъченик Фока Градинар. Св. Петър, който преди това бил митар. Св. преподобни Йона Презвитер. Св. преподобни Козма Зографски. (Ден на Независимостта на България)
- 23 септември – Зачатие на св. Иоан Предтеча
- 24 септември – Св. първомъченица и равноапостолна Текла
- 25 септември – * Св. преподобна Ефросиния. Св. преподобни Сергий, Радонежки Чудотворец
- 26 септември – * 1 Неделя след Неделя подир Въздвижение. * Успение на св. апостол и евангелист Иоан Богослов
- 27 септември – Св. мъченик Калистрат и дружината му
- 28 септември – * Св. преподобни Харитон Изповедник. Свети пророк Варух
- 29 септември – Св. преподобни Кириак Отшелник
- 30 септември – Св. свещеномъченик Григорий, просветител на Армения[1]